# Castilleja subinclusa
Castilleja subinclusa là loài thực vật có hoa thuộc họ Cỏ chổi. Loài này được Greene mô tả khoa học đầu tiên năm 1901.